# Danh sách nhân vật trong Kuroko - Tuyển thủ vô hình
Kuroko - Tuyển thủ vô hình (黒子のバスケ Kuroko no Basuke) là một manga Nhật về bóng rổ được viết và minh họa bởi Fujimaki Tadatoshi. Ra mắt vào tháng 12 năm 2008, Kuroko - Tuyển thủ vô hình kể về những nỗ lực của một đội bóng rổ trường cấp 3 trên con đường phấn đấu vươn tới giải quốc gia. Anime được sản xuất bởi Production I.G và bắt đầu phát sóng từ ngày 7 tháng 4 năm 2012, kết thúc vào ngày 22 tháng 9 năm 2012. Phần 2 của anime được phát sóng vào ngày 6 tháng 10 năm 2013. Tại Việt Nam, manga đã được cấp phép bản quyền cho Nhà xuất bản Kim Đồng, ấn bản phát hành vào năm 2011, còn phim được mua bản quyền và phát sóng trên HTV3.
Dưới đây là danh sách các nhân vật trong manga - anime của Kuroko no Basuke.

## Thế hệ kì tích
Thế hệ kì tích (キセキの世代 Kiseki no Sedai) là danh hiệu được trao cho 5 thành viên (trên thực tế có 6) chủ lực của đội bóng rổ Trường trung học cơ sở Teikō. Họ đã liên tiếp dành quán quân giải thi đấu quốc gia 3 lần trong 3 năm trung học cơ sở, thực lực mạnh mẽ đến mức bị đối thủ sợ hãi mà gọi là "quái vật". Các thành viên của đội mỗi người có sở trường riêng và được đánh giá là có tài năng mà mười năm mới gặp một lần, nhưng lại thần kỳ mà xuất hiện ở cùng đội ngũ trong cùng một năm, cho nên được gọi là thế hệ kì tích.
Sau khi lên trung học phổ thông, các thành viên của Thế hệ kì tích đã phân tán sang các trường khác nhau, trở thành đối thủ trong giải bóng rổ trung học quốc gia.

### Akashi Seijuro
Lồng tiếng: Nhật - Kamiya Hiroshi; Việt - Minh Vũ
Akashi Seijūrō (赤司 征十郎 Xích Tư Chinh Thập Lang) từng là đội trưởng của CLB bóng rổ Teikō và đội trưởng của Thế hệ kì tích, cũng là người đã phát hiện và khai quật tiềm năng đặc biệt của Kuroko. Anh giữ vai trò hậu vệ dẫn bóng (PG) trong đội và có được Con Mắt Đế vương - một năng lực quan sát đặc biệt khiến Akashi có thể dự phán được hành động của đối thủ. Sinh ra trong một gia đình giàu có với một người cha nghiêm khắc luôn yêu cầu anh phải là người giỏi nhất, dù có thiên phú cực cao nhưng Akashi vẫn luôn chăm chỉ khắc khổ rèn luyện và không cho phép mình thất bại. Sau lần thứ hai Teikō giành quán quân, Aomine cảm thấy nhàm chán do đối thủ quá yếu nên thường xuyên trốn tập luyện, việc này khiến cho Murasakibara bất mãn và cũng muốn nghỉ tập. Akashi và Murasakibara đã xảy ra tranh chấp dẫn đến tiến hành một trận đấu 1vs1. Trong trận đấu, Akashi bị Murasakibara dồn ép và dẫn đầu về điểm số, áp lực của việc việc bị thua đã khiến Akashi thức tỉnh con mắt đế vương và giành chiến thắng. Tuy thắng nhưng sau đó Akashi lại tuyên bố Murasakibara và những thành viên khác của GOM có thể không đến tập miễn sao vẫn luôn ghi điểm trong trận đấu. Từ đó về sau tình cách của Akashi đã thay đổi, từ một người ôn hòa lễ độ trở nên độc đoán, hết thảy chỉ vì thắng lợi. Có thể nói, Akashi là người đa nhân cách.
Sau khi tốt nghiệp trung học cơ sở Akashi vào trường Rakuzan và trở thành đội trưởng của đội bóng rổ Rakuzan.
- Tuổi: 16
- Chiều cao: Teiko:158 cm(5'2"), Rakuzan:173cm(5'8")
- Cân nặng: 64kg (141 Ibs)
- Ngày sinh: 20/12
- Cung hoàng đạo: Nhân mã
- Nhóm máu: AB
- Vị trí: Hậu vệ dẫn bóng  (Point guard)
- Lần đầu xuất hiện: Manga-chapter 113, Anime-episode 38

### Murasakibara Atsushi
Lồng tiếng: Nhật - Suzumura Ken'ichi; Việt - Tấn Phong (trước) và Chánh Tín (sau)
Murasakibara Atsushi (紫原 敦 Tử Nguyên Đôn) từng là trung phong (C) của Thế hệ kỳ tích và hiện đang giữ cùng vai trò trong đội Yōsen.
Murasakibara có thân hình cao to với chiều cao lên đến 208 cm và sức mạnh lớn hơn người bình thường rất nhiều. Từ nhỏ bởi vì ưu thế về chiều cao nên Murasakibara đương nhiên mà đi chơi bóng rổ mặc dù không yêu thích, nhưng cho dù không hề nhiệt tình và ghét luyện tập nhưng anh càng ghét bị thua. Anh đã từng có mối quan hệ tốt với Kuroko nhưng sau lại vì quan điểm về bóng rổ bất đồng mà thường xuyên cãi nhau. Anh cho rằng chỉ cần có tài năng, có thích hay không đều không sao cả, ngược lại, những người dù thích bóng rổ nhưng không có tài năng làm anh khó chịu. Bởi vậy nên Murasakibara chán ghét những người có suy nghĩ "Cho dù thua cũng không sao, chỉ cần dũng cảm khiêu chiến dù đối thủ mạnh mẽ cũng không từ bỏ". Người khổng lồ bóng rổ yêu màu tím, thích mộng mơ và lười một cách đơn giản này là tình yêu một thời của các fujoshi từng điêu đứng với Kuroko no Basket. Cậu chàng là con át chủ bài đội bóng trung học Yosen, nhưng cậu lại lười đáng kể. Các đồng đội cũng rất căng khi bị giao trọng trách lôi Atsushi về tập luyện. Thêm một điểm nữa, cậu tuy to con mà tâm hồn lại ngây ngô, bướng bỉnh như trẻ con. Nhờ đó, bệnh lười của Atsushi đã khó chữa nay càng vô phương hơn. Mang tiếng lười nhưng đã vào zone thì tích cực ụp banh như ụp chuối, đề nghị tránh xa và không chọc ghẹo lúc này!
- Tuổi: 16

- Chiều cao: Teiko:186 cm(6`1"), Yosen:208 cm(6`10")
- Cân nặng: 95kg (209 Ibs)
- Ngày sinh: 9/10
- Cung hoàng đạo: Thiên bình
- Nhóm máu: O
- Vị trí: Trung phong (Center)
- Lần đầu xuất hiện: Manga-chapter 73, Anime-episode 26

### Aomine Daiki
Lồng tiếng: Nhật - Suwabe Junichi; Việt - Chơn Chơn
Aomine Daiki (青峰 大輝 Thanh Phong Đại Huy) từng là cầu thủ chính (ace) của Thế hệ kì tích và là đồng đội cũ của Kuroko ở Teikō. Anh hiện đang đóng vai trò cầu thủ chủ lực của Học viện Tōō.
Anh chính là thành viên mạnh nhất và cũng là con át chủ bài của thế hệ kì tích. Ngay từ khi còn nhỏ Aomine đã chơi bóng rổ đường phố với người trưởng thành, đó là lí do vì sao anh lại tài năng hơn nhiều so với những cầu thủ cùng tuổi. Anh rất đam mê bóng rổ và luôn chăm chỉ tập luyện, nhưng về sau, do cảm thấy quá nhàm chán vì không có đối thủ, anh đã bỏ tập luyện.Từ đó, Aomine luôn có một suy nghĩ rất tự luyến: "Người duy nhất đánh bại được tôi, đó là tôi" nhưng sau khi bị Kagami Taiga đánh bại thì đã dần mất đi niềm tin vào câu nói đó của chính mình.
- Tuổi: 16

- Chiều cao: Teikõ:175 cm(5`9"), Tõõ: 193 ccm(6`3.5")
- Cân nặng: 87kg(191Ibs)
- Ngày sinh: 31/8
- Cung hoàng đạo: Xử nữ
- Nhóm máu: B
- Vị trí: Tiền vệ chính (Power Forward)

- Sở thích: Kem

- Ghét: Ong
- Lần đầu xuất hiện: Manga-chapter 35, Anime-episode 13

### Kise Ryota
- Vị trí trong đội bóng: Tiền phong phụ
- Lồng tiếng: Nhật - Ryohei Kimura

Kise Ryota (黄瀬 涼太 Hoàng Lại Lương Thái) là thành viên của của Thế hệ kì tích hiện đang chơi ở đội Kaijō. Anh ta nổi tiếng với khả năng sao chép của mình. Kỹ năng đó có thể sao chép bất kỳ kỹ thuật nào Kise nhìn thấy và bản sao chép thường có nhiều sức mạnh hơn bản gốc và ngoài ra Kise còn là một người mẫu ảnh. Môn học "giỏi" nhất của anh là Tiếng Anh, hay nói chính xác là môn học đỡ n.g.u nhất.
Lồng tiếng Việt: Tuấn Anh
- Tuổi: 16

- Chiều cao: Teikõ:171 cm(5`7"), Kaijõ: 189cm(6`2")
- Cân nặng: 77kg(170 Ibs)

- Ngày sinh: 18/6
- Cung hoàng đạo: Song Tử
- Nhóm máu: A
- Vị trí: Tiền vệ phụ (Small forward)
- Ghét: Giun đất
- Lần đầu xuất hiện: Manga-chapter 3, Anime-episode 2

### Midorima Shintaro
Lồng tiếng: Nhật - Ono Daisuke, Việt: Thiện Trung
Midorima Shintarō (緑間 真太郎 Lục Gian Chân Thái Lang) là phó đội trưởng và là hậu vệ cho Thế hệ kỳ tích. Anh hiện đang chơi cho một trong ba vị vua của Tokyo, Shūtoku High.
- Tuổi: 16

- Chiều Cao: Teikõ:174 cm(5`9"), Shutõkku: 195cm (6`5")
- Cân nặng:79 kg (174 Ibs)
- Ngày sinh: 7/7
- Cung hoàng đạo: Cự Giải
- Nhóm máu: B
- Vị trí: Hậu vệ ghi điểm (Shooting guard)
- Ghét: Bị mèo cào
- Lần đầu xuất hiện: Manga-chapter 10, Anime-episode 4

### Kuroko Tetsuya
Kuroko Tetsuya (黒 子 テツヤ Hắc Tử Tetsuya) là nhân vật chính của anime Kuroko no Basuke. Cậu ấy là cầu thủ thứ 6 của Thế hệ kì tích ở trường Trung học Teiko. Kuroko chơi bóng thường lệ ở đội Seirin với mục tiêu đưa đội bóng và Bakagami Taiga lên tầm cao của bóng rổ Nhật Bản. Mặc dù cậu ấy là một thành viên thiết yếu của đội bóng rổ trường trung học Teiko, nhưng Kuroko hầu như không được biết đến do vóc dáng khiêm tốn và sự thiếu hiện diện bẩm sinh. Một điều thú vị trong bộ truyện là cậu gần như vô hình và mọi người có xu hướng quên mất cậu ở đó. Cậu ta tận dụng khả năng này trên sân bằng cách kết hợp nó với khả năng đánh lạc hướng, điều này cho phép cậu ta không bị đối thủ bảo vệ và lần lượt thực hiện những đường chuyền mở hoặc cướp bóng. Kuroko chủ yếu chơi ở vị trí tiền đạo nhỏ và thường xuyên thay thế Kise ở trường cấp hai, nhưng manga sau đó đã liệt kê vị trí của cậu dưới dạng dấu chấm hỏi. Tài năng của cậu lần đầu tiên được phát hiện bởi Akashi, người đã giúp cậu hoàn thiện kỹ năng chuyền bóng nhưng không dạy cậu cách ném. Kết quả là Kuroko đã có mục tiêu tệ hại trong phần lớn thời gian của loạt trận và không ghi được bàn thắng cho đến khi cậu phát triển một số kỹ thuật mới sau này. Kuroko hài lòng với vai trò hỗ trợ và coi mình là một "cái bóng", mục tiêu là giúp "ánh sáng" của mình tỏa sáng. Mở đầu bộ truyện, anh chọn Kagami làm “ánh sáng” cho mình.
Kuroko thường trầm tính, lịch sự và có xu hướng nói năng và hành động hoàn toàn thờ ơ. Tuy nhiên, có những khoảnh khắc hiếm hoi cậu thể hiện cảm xúc, chẳng hạn như tức giận trước lối chơi bẩn thỉu của Kirisaki Daīchi.
- Tuổi: 16

- Chiều cao:Teikõ:155 cm(5`1"), Seirin: 168cm(5`6")
- Cân nặng: 57kg (126 Ibs)
- Ngày sinh: 31/1
- Cung hoàng đạo: Bảo Bình
- Nhóm máu: A
- Vị trí:? (PG/SF)
- Lần đầu xuất hiện: Manga-chapter 1, Anime-episode 1
- Chú thích: (Đã từng) Là cầu thủ "bóng ma" số 6 của Thế hệ kỳ tích, hiện đang chơi cho đội bóng rổ trường Trung học Seirin.

## CLB Bóng rổ Seirin
Đội bóng rổ của Seirin trung học được thành lập chỉ một năm trước manga; bất chấp những thất bại này và chỉ bao gồm các học sinh năm nhất, đội đã tiến đến giải đấu cuối cùng trong giải đấu liên trường năm đó. Năm nay, những gương mặt mới đáng chú ý của đội bao gồm Tetsuya Kuroko, nhân vật chính của manga, cũng như Taiga Kagami.

### Kiyoshi Teppei
Người sáng lập CLB bóng rổ Seirin. Vừa quay lại trường sau giải Inter High vì chấn thương ở đầu gối bị một trường chơi bóng rổ bạo lực đã khiến Kiyoshi nằm viện. Khi trở lại đội tham dự Winter Cup, đầu gối của anh vẫn chưa lành hoàn toàn và đây là năm cuối cùng anh chơi cho Seirin. Anh thường là trung phong (center), nhưng khả năng chơi bóng của anh cho phép mình thỉnh thoảng chơi ở vị trí bảo vệ điểm. Từ khi học cấp hai, anh đã được biết đến như một trong "Năm vị vua bị tước ngôi" (無冠の五将, Mukan no Goshō), một nhóm gồm những người chơi hoang đàng bị lu mờ bởi Thế hệ kỳ tích. Nổi tiếng với sự bền bỉ và quyết tâm, Kiyoshi được mệnh danh là "Trái tim sắt" (鉄心, Tesshin).
Lồng tiếng: Hamada Kenji - Việt: Tuấn Anh
- Tuổi: 17

- Chiều Cao:  Seirin:193 cm(6`4")
- Cân nặng: 81kg (179 Ibs)
- Ngày sinh: 10/6
- Cung hoàng đạo: Song tử
- Nhóm máu: O
- Vị trí: Trung phong (Center)
- Lần đầu xuất hiện: Manga-chapter 53, Anime-episode 19

### Aida Riko
Riko Delio (相田 リコ Aida Riko) Là huấn luyện viên của trường Seirin và cũng là quản lý của CLB Bóng rổ. Đồng thời là con gái của Kagetora Aida. Dù là học sinh nhưng cô rất uy quyền khi làm huấn luyện viên. Cô có khả năng độc đáo là quét và đánh giá nhanh khả năng thể chất của các cầu thủ, khả năng này cô có được khi làm việc với người cha là huấn luyện viên thể thao của mình và dành thời gian quan sát cơ bắp của các vận động viên cũng như dữ liệu liên quan của họ. Cô rất tận tâm với đội bóng và thậm chí còn sử dụng cơ sở vật chất thể thao của cha mình để đưa ra các chương trình tập luyện độc đáo. Cô lại là một người nấu ăn rất tệ, hầu như luôn khiến mọi người phát ốm sau khi ăn đồ ăn của cô.
Lồng tiếng: Saitō Chiwa - Việt: Huyền Trang
- Tuổi: 17

- Chiều Cao: 156 cm(5'1")
- Cân nặng:?
- Ngày sinh: 5/2
- Cung hoàng đạo: Bảo bình
- Nhóm máu: A
- Vị trí: Huấn luyện viên
- Lần đầu xuất hiện: Manga-chapter 1, Anime-episode 1

### Hyuga Junpei
Đội trưởng CLB bóng rổ Seirin, nghiêm túc và có trách nhiệm. Anh cũng là chồng tương lai của Aida Riko, huấn luyện viên của Seirin. khả năng của anh tăng lên rất nhiều khi đội đang gặp khó khăn. Cùng với sự thay đổi về kỹ năng của Hyuuga là sự thay đổi về tính cách; bình thường Hyuuga là một người điềm tĩnh và tự chủ, nhưng khi không như vậy, anh trở nên nóng nảy và thô lỗ. Đây được gọi là "thời gian ly hợp" và xảy ra chủ yếu khi trận đấu căng thẳng nhưng người ta đã thấy anh hành động như vậy bên ngoài trận đấu. Anh là hậu vệ trong đội, thường xuyên thực hiện những cú ném ba điểm trong suốt trận đấu. Trước khi có thêm Kuroko và Kagami, anh là một trong những trung tâm của lối chơi 'run and gun' của đội Seirin, bắt những quả bóng do Kiyoshi nhặt được gần lưới và ném cú ba điểm. Anh ta cũng được cho là có thể ném cú ba điểm vào rổ cách vạch ba điểm hai mét. Chiêu thức đặc biệt của anh được gọi là "Barrier Jumper", trong đó anh thực hiện một cú đâm nhanh ra xa đối thủ và thực hiện một cú nhảy thành công. Nhược điểm của kỹ thuật này là khi sử dụng nhiều lần, hậu vệ sẽ bắt đầu điều chỉnh thời gian của mình. Gần cuối hiệp 4 của trận Seirin vs Rakuzan, anh đã sao chép hoàn hảo "Earth Shot" của Mibuchi. Đáng chú ý, anh là cầu thủ duy nhất trong series cho đến nay bị phạm lỗi kỹ thuật (vì phàn nàn quá mức) và trong số tất cả các cầu thủ ở Seirin, anh có tỷ lệ ném thành công cao nhất. Ngoài ra, trước 4 lần phạm lỗi trong trận chung kết với Rakuzan, anh cũng là cầu thủ duy nhất gần như chưa bao giờ bị thay ra sân một lần. Điều này rất có thể là do anh là đội trưởng và là hậu vệ ghi điểm duy nhất trong đội. Anh rất tôn trọng tiền bối.
Lồng tiếng: Hosoya Yoshimasa - Việt: Minh Vũ
- Tuổi 17

- Chiều Cao:178 cm(5'10")
- Cân nặng: 68kg (150Ibs)
- Ngày sinh: 16/5
- Cung hoàng đạo:Kim ngưu
- Nhóm máu: A
- Vị trí: Hậu vệ ghi điểm (Shooting guard)
- Lần đầu xuất hiện: Manga-chapter 1, Anime-episode 1

### Kuroko Tetsuya
Là học sinh năm nhất, câu lạc bộ bóng rổ trường cấp 3 Seirin, từng là thành viên Thế hệ kỳ tích. Bình thường cậu rất mờ nhạt nhưng cậu rất giỏi đánh lạc hướng và tạo ra những đường "bóng vô hình", là thiên tài của thế hệ kì tích
Lồng tiếng: Ono Kenshō - Việt: Quang Tuyên

### Kagami Taiga
Học sinh năm nhất, câu lạc bộ bóng rổ trường cấp 3 Seirin. Từng chơi ở Bắc Mỹ nhưng sau đó quay về Nhật Bản. Tính tình ban đầu thô bạo nhưng cậu là một cầu thủ có tài năng thiên phú. Là bạn thân của Kuroko. Kagami có thể đánh bại Thế hệ kì tích bằng những quyết tâm mà của cả đội đặt vào. Cao 1m90. Bạn thân của Kuroko Tetsuya. 
Lúc đầu, cậu thất vọng vì trình độ bóng rổ tương đối thấp của Nhật Bản so với những gì cậu đã quen ở Hoa Kỳ, tuy nhiên khi biết đến sự tồn tại của "Thế hệ kỳ tích", cậu ta trở nên có động lực với mong muốn được cạnh tranh với họ. Mặc dù là một cầu thủ mạnh mẽ toàn diện nhưng kỹ năng độc đáo của Kagami là khả năng nhảy ấn tượng. Với sự giúp đỡ của Kuroko, cậu nhanh chóng trở thành cầu thủ ngôi sao trong đội Seirin. Kagami có tính cách bộc trực và nóng nảy. Cậu thường hành động trước khi suy nghĩ và chơi bóng rổ theo bản năng. Cậu là bạn thời thơ ấu với Himuro Tatsuya, người mà cậu ta gọi là "anh trai" của mình, và cả hai đều được Alex Garcia huấn luyện khi ở Mỹ. Mặc dù có vẻ ngoài cứng rắn nhưng cậu lại cực kỳ sợ chó.
Lồng tiếng: Ono Yuuki - Việt: Hoàng Khuyết
- Tuổi: 16

- Chiều Cao: Seirin:190 cm(6'3")
- Cân nặng: 82kg (181 Ibs)
- Ngày sinh: 2/8
- Cung hoàng đạo: Sư tử
- Nhóm máu: A
- Vị trí: Tiền vệ chính (Power Forward)
- Ghét:?
- Lần đầu xuất hiện: Manga-chapter 1, Anime-episode 1

### Shun Izuki
Shun Izuki (伊月 俊 Idzuki Shun) là hậu vệ ghi điểm, học sinh năm hai của Seirin. Ngoài ra, là đội phó của đội bóng trường cấp hai Seirin, có khả năng đặc trưng Eagle Eye (mắt đại bàng) giúp theo dõi và điều chỉnh lối chơi của đội cho phù hợp. 
Đóng vai trò là “tháp điều khiển” của đội, Izuki luôn bình tĩnh và tự chủ. Mặc dù không có khả năng thể chất đặc biệt nhưng anh có "Mắt đại bàng", một kỹ năng tinh thần giúp anh ta hình dung sân đấu từ bất kỳ góc nhìn nào và thực hiện những đường chuyền mù chính xác. Chiêu thức đặc biệt của Izuki được gọi là Eagle Spear, trong đó anh cướp bóng từ đối thủ bằng cách dùng cánh tay của mình để đánh bật nó vào điểm mù của họ. Eagle Eye của anh giúp bản thân anh làm điều đó, gắn liền với khả năng suy nghĩ trước đối thủ. Mắt đại bàng của anh đã phát triển đến mức anh có thể vượt qua Bức tường đại bàng của trường trung học Yosen và dự đoán cú rê bóng sét của Hayama. Tuy nhiên, Eagle Eye có một điểm mù không giống như Hawk Eye mà Mayuzumi lợi dụng. Anh ấy thích chơi chữ, một trò đùa mà anh thực hiện khá thường xuyên khiến đồng đội của mình cảm thấy thất vọng.
Lồng tiếng nhật: Hirofumi Nojima
- Tuổi: 17
- Chiều Cao: Seirin:174 cm(5'9")
- Cân nặng: 64kg (141 Ibs)
- Ngày sinh: 23/10
- Cung hoàng đạo: Thiên bình
- Nhóm máu: A
- Vị trí: Hậu vệ ghi điểm (Point guard)
- Ghét:?
- Lần đầu xuất hiện: Manga-chapter 4, Anime-episode 1

### Rinnosuke Mitobe
Rinnosuke Mitobe (水戸部 凛之助 Mitobe Rinnosuke) là trung phong thứ hai của Seirin High cho đến khi Teppei Kiyoshi trở lại. Là một cầu thủ kiên cường, Mitobe rất trầm tính và dè dặt. Mặc dù cậu ấy không bao giờ nói chuyện (ngoại trừ trong VOMIC), Koganei dường như hiểu cử chỉ và biểu cảm của anh một cách hoàn hảo. Là một người chăm chỉ với kỹ năng phòng thủ xuất sắc, anh ta cũng là một tay ném cừ khôi. Anh sống trong một ngôi nhà nhỏ với một gia đình rất lớn và được giao nhiệm vụ chuẩn bị và phục vụ bữa sáng. Anh là trung tâm xuất phát của đội khi Kiyoshi bị thương.
Lồng tiếng Nhật: Fumihiro Okabayashi
- Tuổi: 17
- Chiều Cao: 186 cm (6' 1")
- Cân nặng: 78 kg (172 lbs)
- Ngày sinh: 3/12
- Cung hoàng đạo:Nhân mã
- Nhóm máu: A
- Vị trí: Trung phong(Center)
- Lần đầu xuất hiện: Manga-chapter 8, Anime-episode 1

### Kōki Furihata
Kōki Furihata (降旗 光樹 Furihata Kōki) là hậu vệ ghi điểm đầu tiên ở Seirin. 
Lồng tiếng Nhật: Naoki Mizutani
- Tuổi: 17
- Chiều Cao: 170 cm (5' 7")
- Cân nặng: 60 kg (132 lbs)
- Ngày sinh: 8/11
- Cung hoàng đạo: Thiên yết
- Nhóm máu: O
- Vị trí: Hậu vệ ghi điểm (Point Guard)
- Lần đầu xuất hiện: Manga-chapter 1, Anime-episode 1

### Shinji Koganei
Shinji Koganei (小金井 真司 Koganei Shinji) là là tiền đạo phụ thứ hai tại Seirin. Anh ta có thể làm bất cứ điều gì nhưng không phải là bậc thầy về bất cứ thứ gì. 
Được coi là người giỏi trong mọi ngành nghề, không thành thạo một nghề nào, Koganei là một người khá giỏi về mọi mặt, bắt đầu chơi bóng rổ từ năm đầu tiên ở trường trung học. Điều này khiến người ta phải chú ý khi huấn luyện viên của anh biểu thị kỹ năng đặc biệt của anh ấy là 'có thể ném bóng từ bất kỳ điểm nào trên sân, với tỷ lệ chính xác ở mức trung bình'; một khả năng hoàn toàn bình thường. Anh đóng vai trò là người thứ sáu trong đội Seirin, thường xuyên vào sân từ băng ghế dự bị cho các cầu thủ khác và là người có tính cách năng động nhất trong số tất cả các cầu thủ trong đội. Tuy nhiên, anh khá thông minh, đứng trong top 20% của lớp, mặc dù anh không xuất sắc ở bất kỳ môn học cụ thể nào. Người chơi so sánh phản xạ có vẻ hoang dã của Koganei với phản xạ của một con mèo hoang. Anh là tay vợt không phải thiên tài duy nhất sở hữu kỹ năng này, nhờ kinh nghiệm chơi quần vợt.
Lồng tiếng Nhật: Takuya Eguchi
- Tuổi: 17
- Chiều Cao: 170 cm (5' 7")
- Cân nặng: 67 kg (148 lbs)
- Ngày sinh: 11/9
- Cung hoàng đạo: Xử nữ
- Nhóm máu: B
- Vị trí: Tiền đạo phụ (Small Forward)
- Lần đầu xuất hiện: Manga-chapter 1, Anime-episode 1

### Trường trung học Kaijo
Kaijō là một trường cấp Quốc gia lọt vào giải đấu Inter high hàng năm. Mặc dù đây là đội đầu tiên mà Seirin thi đấu nhưng lại không ở quận Tokyo như trường Seirin, Shūtoku, Seihō, Senshinkan và Tōō.
Ryōta Kise (黄瀬 涼太, Kise Ryōta)
Lồng tiếng bởi: Ryōhei Kimura, Takashi Ōhara (VOMIC)
Kise là học sinh năm nhất trường Kaijō High và chơi ở vị trí tiền đạo. Anh là thành viên thứ năm của "Thế hệ kỳ tích" và chỉ bắt đầu chơi bóng rổ vào năm thứ hai trung học. Kise là một vận động viên toàn diện và có khả năng sao chép các bước di chuyển của người chơi khác sau khi chỉ nhìn thấy họ một lần, mặc dù khả năng sao chép của anh bị hạn chế bởi khả năng thể chất của mình. Đầu truyện, Kise tự gọi mình là người yếu nhất trong Thế hệ kỳ tích và lưu ý rằng các thành viên khác đều có những khả năng mà anh không thể sao chép. Điều này sau đó thay đổi khi anh phát triển kỹ năng "Sao chép hoàn hảo". Ở trường cấp hai, Kise có cảm hứng chơi bóng rổ khi xem Aomine chơi. Trong khi anh cảm thấy nhàm chán vì việc thành thạo các môn thể thao khác mà anh đã thử quá dễ dàng, Aomine khiến anh nghi ngờ liệu mình có thể trở nên giỏi bóng rổ hay không.
Kise thân thiện và dễ chịu với những người anh tôn trọng và thêm hậu tố "-chii" vào tên của họ, tuy nhiên anh có thể kiêu ngạo và tinh nghịch với những người mà anh không làm như vậy. Kise được nhận xét là rất đẹp trai và có lượng fan nữ đông đảo trong truyện. Anh làm người mẫu ngoài giờ học và các hoạt động bóng rổ.
Yukio Kasamatsu (笠松 幸男, Kasamatsu Yukio)
Lồng tiếng bởi: Sōichirō Hoshi, Tooru Sakurai (VOMIC)
Đội trưởng đội bóng rổ của Kaijō, Kasamatsu là hậu vệ được công nhận trên toàn quốc. Sở hữu tính cách nóng nảy và thường có thái độ cực kỳ nghiêm túc, anh ta có thể nhanh chóng trở nên cáu kỉnh trước những trò hề của đồng đội. Anh rất coi trọng trách nhiệm của đội trưởng và cực kỳ tận tâm với đội của mình, điều mà Kise cuối cùng đã học được cách tôn trọng. Anh là trụ cột tinh thần của đội Kaijō.
Mitsuhiro Hayakawa (早川 充洋, Hayakawa Mitsuhiro)
Lồng tiếng bởi: Kazunori Nomata
Là học sinh năm thứ hai sôi nổi và dễ bị kích động, Hayakawa xuất sắc trong các pha phản công tấn công và là một tiền đạo có sức mạnh hung hãn. Rất năng nổ và khiêm tốn, anh có xu hướng kỳ lạ trong bài phát biểu của mình là bỏ qua một số chữ cái, khiến ngay cả đồng đội cũng khó hiểu được anh.
Yoshitaka Moriyama (森山 由孝, Moriyama Yoshitaka)
Lồng tiếng bởi: Tomoyuki Higuchi
Là hậu vệ năm thứ ba hay tán tỉnh của đội Kaijō, Moriyama là một cầu thủ đáng tin cậy với hình thức ném độc đáo. Anh ta nhanh chóng để ý đến những phụ nữ xinh đẹp và thường tuyên bố sẽ chiến đấu vì họ trên sân.
Kōji Kobori (小堀浩二, Kobori Kōji)
Lồng tiếng bởi: Yoshihito Sasaki
Là một Trung phong năm thứ ba cao lớn và cơ bắp, Kobori có thể tự mình phòng ngự trước hầu hết các trung phong và có thể ghi bàn ở vị trí thấp. Anh khá bình tĩnh và thích tránh xa ánh đèn sân khấu và rắc rối. Anh tập trung và đam mê.

## CLB Bóng rổ Shūtoku
Trường trung học Shūtoku là một trong "Ba vị vua" của Tokyo, cùng với trường trung học Seihō và trường trung học Senshinkan - ba trường đã đại diện cho Tokyo trong giải Inter High Quốc tế hàng năm trong mười năm qua. Ngoài vòng chung kết ở Tokyo, Shūtoku đã lọt vào Vòng chung kết ở giải Quốc gia. Năm ngoái, đội Seirin mới thành lập đã bị Shūtoku đánh bại với số điểm gấp ba lần. Giờ đây, với việc là thành viên của "Thế hệ kỳ tích" chơi cho đội, Shūtoku trở nên mạnh mẽ hơn bao giờ hết.

### Kazunari Takao
Kazunari Takao (高尾 和成 Takao Kazunari) học trường Shūtoku năm đầu, là hậu vệ dẫn bóng. Là kẻ thù tự nhiên của Kuroko vì có Hawk-eye (mắt diều hâu) có thể nhìn thấy Kuroko ngay cả khi đang chơi bóng.
Giống như Eagle Eye, nó cũng cho phép anh thực hiện những đường chuyền mù. Sự khác biệt chính giữa Hawk Eye và Eagle Eye là phạm vi; Hawk Eye thậm chí còn có tầm nhìn rộng hơn, cho phép người chơi nhìn thấy mọi thứ trên sân mà không cần tập trung vào bất cứ thứ gì. Vì điều này, Takao không bị đánh lừa bởi sự định hướng sai lầm của Kuroko, vốn sử dụng cả bản chất và kỹ thuật vô hình tự nhiên của Kuroko để chuyển hướng sự chú ý của những người đang cố gắng tập trung vào anh ấy nói riêng. Điểm yếu duy nhất của Hawk Eye của Takao là do Kuroko cố tình thu hút sự chú ý về phía mình, điều này buộc Takao phải vô thức tập trung vào cậu ta. Điều này cho phép Kuroko sử dụng phương pháp đánh lạc hướng thành công và biến mất khỏi tầm nhìn của Takao. Trong trận đấu với Rakuzan, anh ấy và Midorima đã trình diễn kỹ thuật mới của họ gọi là Sky Direct 3P Shot, sử dụng những đường chuyền chính xác của chính anh và cú ném của Midorima. Họ thực hiện trò chơi này để chống lại Con mắt Hoàng đế của Akashi, vì sự chênh lệch về chiều cao dẫn đến việc Akashi đơn giản là không thể cướp bóng vì nó nằm ngoài tầm với của anh, ngay cả khi anh có thể thấy trước hành động đó. Tuy nhiên, trò chơi này là một canh bạc lớn, điều mà Midorima đã phải vượt qua bằng cách hết sức tin tưởng vào đồng đội của mình. Nó bao gồm việc Midorima ném bóng mà không có bóng và trong quá trình đó, anh nhận được bóng trên tay do Takao chuyền qua. Nếu đường chuyền đi thẳng và cú sút không thay đổi thì lối chơi này gần như không thể dừng lại, đặc biệt là với cú ném của Midorima và đường chuyền của Takao. Tuy nhiên, vì Midorima thuận tay trái nên đường chuyền phải luôn đến từ bên trái, khiến cho đường chuyền có thể đoán trước được phần nào như Akashi đã trình bày.
Takao thường đi chơi với Midorima trong thời gian rảnh rỗi, vì người ta thường xuyên thấy anh chở Midorima đi vòng quanh trên một chiếc xe kéo gắn liền với xe đạp của anh. Mặc dù họ luôn chơi trò kéo búa bao để xác định xem ai sẽ đánh bại đối phương nhưng Midorima lần nào cũng thắng. Takao sở hữu tính cách hài hước và tinh nghịch, trái ngược với phong thái tsundere của Midorima.
- Tuổi: 16

- Chiều Cao: 176 cm (5' 9")
- Cân nặng: 65 kg (143 lbs)
- Ngày sinh: 21/11
- Cung hoàng đạo: Thiên yết
- Nhóm máu: O
- Vị trí: Hậu vệ dẫn bóng (Point Guard)
- Lần đầu xuất hiện: Manga-chapter 10, Anime-episode 4

Midorima Shintarō (緑間 真太郎, Midorima Shintarō)
Lồng tiếng bởi: Daisuke Ono 
Midorima được mệnh danh là người ném số 1 của "Thế hệ kỳ tích". Anh hiện là hậu vệ trong đội bóng rổ của trường trung học Shūtoku. Anh ta có độ chính xác đáng kinh ngạc và được cho là không bao giờ ném trượt, ngay cả khi cú ném ba điểm của anh có tầm bắn toàn sân. Anh cũng là một cầu thủ toàn diện nhưng những kỹ năng khác của mình thường bị lu mờ bởi những pha ném ba bóng khó tin của anh. Anh là đội phó của Teiko và thường đi cùng Akashi. Họ thường xuyên chơi Shogi cùng nhau giữa các lớp học. Không giống như một số "Thế hệ kỳ tích" khác, Midorima luôn tập luyện chăm chỉ và tập luyện muộn, với phương châm là "mọi thứ con người có thể làm được". Ban đầu anh không thích đội mới của mình tại Shūtoku, nhưng dần dần tôn trọng mọi người vì những nỗ lực và làm việc chăm chỉ của họ.
Midorima tỏ ra là người quan tâm và ân cần dù luôn ăn nói gay gắt. Anh có tật máy giật bằng lời nói và kết thúc tất cả các câu bằng "-nanodayo". Anh ta cực kỳ mê tín và tuân theo Tử vi hàng ngày của Oha-Asa một cách tôn giáo. Cung của anh là Cự Giải và anh luôn mang theo một vật phẩm may mắn tương ứng tùy theo ngày và tin rằng những dự đoán tử vi có tác động trực tiếp đến trận của anh.
Taisuke Ōtsubo (大坪 泰介, Ōtsubo Taisuke)
Lồng tiếng bởi: Kensuke Satō
Là center và đội trưởng năm thứ ba của Shūtoku, anh ấy chịu trách nhiệm phần lớn cho thành công của đội năm trước. Sở hữu thể hình và kỹ năng vượt trội hơn hầu hết các cầu thủ center khác trong môn bóng rổ trường trung học, anh ta có thể một tay tàn phá hàng phòng ngự đối phương và kiểm soát bên trong sân mà không bị phạt.
Kiyoshi Miyaji (宮地 清志, Miyaji Kiyoshi)
Lồng tiếng bởi: Masayuki Shoji
Cầu thủ Shūtoku năm thứ ba và là tiền đạo nhỏ xuất phát. Anh rất không thích thái độ và địa vị đặc biệt của Midorima; bất cứ khi nào Midorima đưa ra một yêu cầu kỳ quặc, anh thường đáp lại bằng một lời đe dọa bạo lực, thường hỏi xem có ai có quả dứa hoặc quả sầu riêng không, là để ném vào đồ vật mà anh ấy không thích. Anh chăm chỉ và có tay nghề cao, và được biết đến là người đáng sợ nhất trong số các học sinh lớp trên trong những năm đầu tiên.
Shinsuke Kimura (木村 信介, Kimura Shinsuke)
Lồng tiếng bởi: Yoshikazu Sato
Cầu thủ Shūtoku năm thứ ba và là tiền đạo xuất phát. Anh chia sẻ sự chán ghét của Miyaji đối với Midorima và thường xuyên ủng hộ các đề xuất bạo lực của người sau, thường đề nghị giúp Miyaji lấy trái cây để ném. Anh có chung lịch sử với Miyaji, rất chăm chỉ và đã tham gia chuỗi đầu tiên Shutoku vào năm thứ hai, được xếp vào chuỗi thứ hai trong năm đầu tiên của anh. Bất chấp chiều cao và vị trí của mình như một tiền đạo quyền lực, anh dường như không thể úp rổ.

## CLB Bóng rổ Touou

### Daiki Aomine
Daiki Aomine (青峰 大輝, Aomine Daiki)
Lồng tiếng bởi: Junichi Suwabe
Aomine là sinh viên năm nhất của trường Tōou và là cựu át chủ bài của "Thế hệ kỳ tích". Anh chơi ở vị trí tiền đạo quyền lực. Anh nổi tiếng với sự nhanh nhẹn, lối chơi tự do và khả năng thực hiện những cú ném tưởng như không thể. Anh tài năng đến mức có thể thống trị trận đấu dù chưa bao giờ đi tập luyện. Anh chọn theo học tại trượng Tōō, một ngôi trường không có lịch sử lâu đời, bởi vì họ sẵn sàng chấp nhận những trò hề của anh, chẳng hạn như bỏ tập và không tham gia các trò chơi. Người ta thường thấy anh ấy ngủ trưa trên mái trường trong giờ học hoặc giờ luyện tập.
Aomine từng hợp tác rất ăn ý với Kuroko trong những ngày đầu ở Teiko và là “ánh sáng” của Kuroko trước Kagami. Điều này xảy ra cho đến khi quan điểm của anh về bóng rổ thay đổi và anh ấy áp dụng lối chơi solo không dựa vào ai khác. Thái độ bất hợp tác của anh bắt nguồn từ tình yêu dành cho bóng rổ và trận đấu trở nên buồn tẻ vì thiếu thử thách. Mặc dù câu nói yêu thích của anh là "người duy nhất có thể đánh bại tôi là tôi", Aomine thực sự mong muốn có một đối thủ xứng đáng và trò chơi của anh còn được nâng cao hơn nữa khi gặp áp lực. Anh ấy là người đầu tiên thành thạo việc sử dụng cò súng để vào "Zone" theo ý muốn. Anh là bạn thời thơ ấu với Momoi.

### Satsuki Momoi
Satsuki Momoi (桃井 さつき Momoi Satsuki) là quản lý của câu lạc bộ Touou và cũng là người quản lý trước đó của Thế hệ kì tích trường Teiko. Tự nhận mình là bạn gái của Kuroko, cô có một niềm đam mê mãnh liệt với đồng đội cũ của mình, ôm cậu ta với niềm hân hoan tột độ mỗi khi họ gặp nhau; Kuroko không bao giờ thất bại trong việc đáp lại những tiến bộ của mình bằng lòng tốt (mặc dù bị quở trách). Khéo léo, tính toán và tinh ý, Momoi nổi tiếng với khả năng đặc biệt trong việc vạch ra những chiến lược gần như hoàn hảo. Cô ấy có thể phân tích mọi khả năng của người chơi và dự đoán bước đi của họ. Cho đến nay, người duy nhất cô không thể đoán trước được chính là Kuroko, vì sự hiện diện quá mờ nhạt của cậu. Cũng giống như Riko, cô cũng là một đầu bếp tồi; cô tự phục vụ những quả chanh chưa cắt cho nhóm của mình. Cô là bạn thời thơ ấu của Aomine, gọi anh là "Dai-chan" và là một trong số ít người mà anh cố gắng cư xử vui vẻ. Mặc dù bày tỏ sự tận tâm với Kuroko, nhưng cô quan tâm sâu sắc đến phúc lợi và trạng thái tinh thần của Aomine, đồng thời rất quan tâm đến ý kiến của anh ấy về cô.
Lồng tiếng nhật: Fumiko Orisaka
- Tuổi: 16
- Chiều Cao: 161 cm (5' 3")
- Cân nặng: 53 kg
- Ngày sinh: 4/5
- Cung hoàng đạo: Kim ngưu
- Nhóm máu: A
- Lần đầu xuất hiện: Manga-chapter 33, Anime-episode 13

### Shoichi Imayoshi
Shoichi Imayoshi (今吉 翔 Imayoshi Shōichi) là đội trưởng của Touou và là hậu vệ dẫn bóng. Sau cúp mùa đông đã rời đội.
Đội trưởng và Point Guard của Học viện Tōō, thoạt nhìn anh là một người ăn nói khéo léo và bề ngoài tốt bụng, nhưng lại ẩn giấu một tính cách có phần đen tối hơn và bộc lộ một cách tinh tế hơn trong cuộc trò chuyện. Nói bằng phương ngữ Kansai lịch sự điển hình, Imayoshi kết thúc cuộc trò chuyện thú vị bằng những lời châm chọc nhẹ nhàng vào điểm yếu của người khác và những biểu hiện nhẹ nhàng nhưng tuyệt đối về sự tự tin của bản thân. Mặc dù không thể hiện những kỹ năng độc đáo, nhưng anh ấy là một đội trưởng có hiệu quả cao, tiêu diệt những nỗ lực tập thể của đội Tōō (được biết đến rộng rãi vì bao gồm những cá nhân có phong cách rất chuyên biệt và khả năng tương thích kém với các đồng đội khác).
Lồng tiếng Nhật: Kazuya Nakai
- Tuổi: 18
- Chiều Cao: 175 cm (5' 9")
- Cân nặng: 59 kg (130 lbs)
- Ngày sinh: 3/6
- Cung hoàng đạo: Song tử
- Nhóm máu: AB
- Vị trí: Hậu vệ dẫn bóng (point guard)
- Lần đầu xuất hiện: Manga-chapter 39, Anime-episode 14

### Ryō Sakurai
Ryō Sakurai (桜井 良 Sakurai Ryō) là hậu vệ ghi điểm. Là thành viên năm nhất của đội Tōō, Sakurai là người hậu vệ của đội và là "thủ lĩnh tấn công phủ đầu", đồng thời có kỹ năng thả bóng giữa một cú nhảy với độ chính xác cao. Anh sở hữu một tính cách rất yếu đuối và nhạy cảm, thường xuyên cảm thấy đổ lỗi cho những điều ngoài tầm kiểm soát của mình và xin lỗi họ một cách thường xuyên và hài hước. Đối mặt với Seirin lần thứ hai, người ta tiết lộ rằng giống như Hyuga, anh có một tính cách khác hoàn toàn trái ngược với con người thật của mình. Giống như Hyuga, những cú ném của anh ấy cũng ngày càng tốt và chính xác hơn.
Lồng tiếng Nhật: Nobunaga Shimazaki
- Tuổi: 16
- Chiều Cao: 180 cm (5' 11")
- Cân nặng: 71 kg (157 lbs)
- Ngày sinh: 9/9
- Cung hoàng đạo: Xử nữ
- Nhóm máu: A
- Vị trí: Hậu vệ ghi điểm (Shooting guard)
- Lần đầu xuất hiện: Manga-chapter 39, Anime-episode 14

### Kōsuke Wakamatsu
Kōsuke Wakamatsu (若松 孝輔 Wakamatsu Kōsuke) là tiền vệ của Touou. Sau khi Shoichi Imayoshi rời khỏi đội bóng Wakamatsu lên làm đội trưởng. Học sinh năm thứ hai và là center của đội Tōō, Wakamatsu là người dễ bị kích động và cực kỳ ồn ào. Là một cầu thủ có tầm vóc đáng chú ý, anh có khả năng phòng ngự đáng khen ngợi và thực hiện các pha phản công một cách tương đối dễ dàng. Anh ta coi thường Aomine và thường xuyên tỏ ra chán ghét thái độ mờ nhạt cũng như cách đối xử đặc biệt của Aomine trong đội, vừa vì ghen tị cá nhân vừa lo lắng cho sự tồn tại lâu dài của đội họ. Anh có quan hệ rất xấu với Aomine, vì không thể chấp nhận một người bỏ tập và ăn đồ ăn của Sakurai. Tuy nhiên, anh ấy thừa nhận Aomine là cầu thủ giỏi nhất trong đội
Lồng tiếng Nhật: Kohsuke Toriumi
- Tuổi: 17
- Chiều Cao: 193 cm (6' 4")
- Cân nặng: 85 kg (187 lbs)
- Ngày sinh: 6/4
- Cung hoàng đạo: Bạch dương
- Nhóm máu: A
- Vị trí: Center
- Lần đầu xuất hiện: Manga-chapter 40, Anime-episode 14

### Trường trung học Yōsen
Atsushi Murasakibara (紫原 敦, Murasakibara Atsushi)
Lồng tiếng bởi: Kenichi Suzumura
Trước đây là center của "Thế hệ kỳ tích", Murasakibara hiện đang theo học tại trường trung học Yōsen ở Akita. Anh nổi bật với chiều cao cực kỳ cao so với các bạn cùng lứa với mình với chiều cao 208 cm (6' 10") và là cầu thủ có năng khiếu thể chất nhất, ngay cả trong số "Thế hệ kỳ tích". Anh không chỉ có lợi thế về sức mạnh và kích thước so với đối thủ, anh ta cũng rất nhanh nhờ sải chân dài và có thể một mình bảo vệ toàn bộ khu vực trong vòng ba điểm. Khi tấn công, cú ném bóng "Thor's Hammer" của anh là không thể ngăn cản và có thể hạ gục nhiều hậu vệ trong phạm vi. Anh đã ghi được hơn 100 điểm trong một trận ở trường cấp hai.
Murasakibara thích đồ ăn nhẹ, đặc biệt là các hương vị khác nhau của Maiubō (dựa trên Umaibō ngoài đời thực). Anh thường lười biếng và không có động lực với mọi thứ ngoại trừ đồ ăn nhẹ, nhưng đôi khi cũng thể hiện tính cạnh tranh và ghét thua cuộc. Anh có phần lơ đãng và non nớt, chẳng hạn như rơi vào những lời chế nhạo rõ ràng và chỉ sẵn sàng vâng lời người mạnh hơn mình. Anh cũng có ác ý trẻ con đối với những kẻ cố chấp như Kiyoshi, người mà anh coi là đang vật lộn vô ích mà không có tài năng thiên bẩm.
Tatsuya Himuro (氷室 辰也, Himuro Tatsuya)
Lồng tiếng bởi: Kishou Taniyama
Át chủ bài khác trong đội bóng và hậu vệ của Yōsen, Himuro là người cố vấn và là đối thủ của Kagami ở Hoa Kỳ. Ban đầu có cùng trình độ kỹ năng với Kagami, nhưng anh dường như đã tiến hóa để ngang hàng với các thành viên của Thế hệ Kỳ tích. Mặc dù người ta ít thấy cách chơi của anh, nhưng anh ấy sở hữu tư thế ném đẹp đến kỳ lạ và khả năng tạo ra những pha giả ở cấp độ chuyên nghiệp rất chân thực đến mức Kagami và thậm chí cả Aomine đã phải lòng nó, cho phép anh dễ dàng vượt qua hàng phòng ngự của đối thủ. Đòn đặc trưng của anh ấy là Mirage Shot, trong đó anh ném và quả bóng dường như xuyên qua hậu vệ một cách dễ dàng, bằng cách kết hợp những pha giả vờ hoàn hảo của mình và ném quả bóng lên trời hai lần, đánh lừa hậu vệ mà Himuro chỉ cần ném hai lần. Người ta nói rằng ngay cả khi người chặn bóng tìm ra thủ thuật đằng sau động tác, việc nhảy sau với mục tiêu chặn cú ném thật là vô ích, vì Himuro có thể thấy điều đó, thích nghi và ném sớm hơn, điều mà người chơi chặn sẽ quá muộn - đó là có lợi cho Himuro. Ngoài bóng rổ, anh còn là một chiến binh điêu luyện, tự mình cầm chân Haizaki khỏi Alex. Thường thu thập và thân thiện một cách lặng lẽ, anh ta được cho là sẵn sàng làm bất cứ điều gì để hoàn thành mục tiêu của mình. Ở Mỹ, họ gọi nhau là anh em, Himuro là anh cả. Tuy nhiên, khi Kagami bắt đầu đánh bại anh trong trận, anh không muốn trở thành anh cả nữa. Sau khi Kagami phát hiện ra bí mật của Mirage Shot và cho rằng nó vô dụng, Himuro đã có một cảm xúc dâng trào; tin rằng mình không bao giờ có thể vượt qua "em trai" của mình. Anh thừa nhận rằng anh ghen tị với khả năng của Kagami. Anh không thích việc dù là người đã giới thiệu Kagami đến với bóng rổ nhưng bản thân anh lại không có “năng khiếu” bẩm sinh như Kagami. Kise cũng cho rằng anh không đủ tài năng để vào “zone”. Tuy nhiên tại Winter Cup, Kagami và Himuro làm lành và vui vẻ chấp nhận nhau như đối thủ và quay lại là anh em. Diễn viên lồng tiếng của anh là giọng ca chính của ban nhạc GRANRODEO, nhóm biểu diễn 6 phần mở đầu trong loạt anime.

### Trường trung học Rakuzan
Seijūrō Akashi (赤司 征十郎, Akashi Seijūrō)
Lồng tiếng bởi: Hiroshi Kamiya
Akashi là học sinh năm nhất trường trung học Rakuzan và là đội trưởng của đội bóng rổ vô địch quốc gia. Anh là đội trưởng kiêm thủ lĩnh của "Thế hệ kỳ tích" và đóng vai trò là người hậu vệ. Akashi là người thừa kế của một trong những gia đình danh giá nhất Nhật Bản và anh được cha mình nuôi dưỡng trong một môi trường cực kỳ khắt khe, khiến anh phát triển một triết lý tuyệt đối là kẻ thắng được tất cả. Anh tin rằng chiến thắng là sự xác nhận duy nhất và những người thua cuộc sẽ bị từ chối mọi thứ. Anh thường lịch sự và hòa nhã, nhưng áp lực quá lớn và sự chú trọng đến việc xuất sắc trong mọi lĩnh vực đã khiến anh phát triển nhân cách thứ hai là lạnh lùng, tàn nhẫn và độc đoán, chỉ tập trung vào chiến thắng. Anh chưa bao giờ thua cuộc trước đây trong đời, và do đó tin rằng mình đúng và chính đáng trong mọi việc. Anh có ảnh hưởng rất lớn với tư cách là đội trưởng của cả Teiko và Rakuzan, đưa ra tất cả các quyết định quan trọng từ việc ai được thăng hạng lên đội chính thức cho đến những gì sẽ thi đấu trên sân. Các cầu thủ cũng như huấn luyện viên, bao gồm cả "Thế hệ kỳ tích", tôn trọng quyết định của anh mà không thắc mắc. Anh rất thông minh và có khả năng phân tích và thích chơi Shogi khi rảnh rỗi.
Khả năng "Mắt đế vương" của Akashi cho phép anh đọc và dự đoán chuyển động một cách hoàn hảo, giống như nhìn thấy tương lai. Nhờ đó, anh ta có thể dễ dàng cướp bóng hoặc bẻ gãy mắt cá chân đối thủ bằng cách dịch chuyển trọng tâm của họ. Trong một tác dụng khác, "Mắt đế vương" cho phép anh ta tạo ra "Những pha chơi có nhịp điệu hoàn hảo" với đội của mình, điều này giúp phát huy tiềm năng thực sự của đồng đội anh ta gần với tiềm năng của Zone.
Kotarō Hayama (葉山 小太郎, Hayama Kotarō)
Lồng tiếng bởi: Toshiki Masuda
Hayama là một trong những "vị vua bị tước ngôi". Anh ấy rất năng động và thường chơi đùa một cách bất cẩn. Chuyên môn của anh là rê bóng, với khả năng kiểm soát bóng ở mức cao đến mức mình thực sự ấn bóng xuống với lực đủ để nó bùng nổ hoàn hảo thành một đường tạt bóng nhanh. Bởi vì anh ta đập quả bóng xuống đất quá mạnh nên mắt thường không thể theo kịp nên rất khó để cướp được. Người ta thấy khi rê bóng, anh chỉ sử dụng các ngón tay, truyền sức mạnh của toàn cơ thể vào các ngón tay để rê bóng mạnh hơn. Nó cũng cho thấy rằng tiếng động mà anh tạo ra đủ lớn để khán giả có thể nghe thấy khiến họ phải bịt tai lại. Nó được gọi là Lightning Dribble. Anh ta cũng có thể thực hiện một cú ly hợp kép gần như hoàn hảo, lao xuống phía dưới hậu vệ và đặt nó vào. Phản xạ có vẻ hoang dã của anh đã được các cầu thủ so sánh với phản xạ của một con báo. Quá tự phụ và đánh giá thấp đối thủ, Hayama đã bị Izuki Shun đánh bại và trở nên tức giận, ảnh hưởng tiêu cực đến lối chơi của anh. Hơn nữa, anh là người duy nhất cười nhạo cách chơi chữ của Izuki. Anh ta có biệt danh là "Thunder Beast" do tốc độ của mình.
Reo Mibuchi (実渕 玲央, Mibuchi Reo)
Lồng tiếng bởi: Wataru Hatano
Mibuchi là một trong những "vị vua bị cướp ngôi" của Rakuzan. Mibuchi khá căng thẳng. Anh thích giữ mọi thứ theo đúng trật tự và dễ khó chịu khi người khác chơi khăm hoặc hành động kỳ quặc. Anh chỉ trích họ và cố gắng sửa chữa chúng, nhưng không phải lúc nào cũng thành công. Anh ta là người ném giỏi nhất của Rakuzan và là một trong những hậu vệ ném giỏi nhất trong sê-ri, chỉ bị Midorima vượt qua. Hyuuga đã áp dụng phong cách ném của mình cho phù hợp với anh, đến mức ngưỡng mộ những cú ném của anh ấy. Có vẻ như Mibuchi muốn càng nhiều điểm càng tốt, vì anh nhận xét rằng mình khá tham lam và có thể kiếm được 3 hoặc 4 điểm trong một lần chơi. Anh ta có ba loại hình thức ném, được đặt tên là: "Thổ", "Thiên đường" và "Hư không". “Thiên” là một kỹ thuật bắn bóng mờ đơn giản, trong khi hình thức bắn “Thổ” là một kỹ thuật đánh phạm lỗi. "Hư không" là một hình thức nem khiến người phòng thủ không thể làm bất cứ điều gì, tuy nhiên, Mibuchi chỉ sử dụng điều này khi đối mặt với một đối thủ mà anh ta thừa nhận. Vì thừa nhận Hyuga nên anh đã sử dụng "Hư không" của mình để chiếm thế thượng phong. Tuy nhiên, mọi chuyện chưa kết thúc ở đó, Hyuga đã phát hiện ra điểm yếu trong hình thức ném của mình và tìm cách chống trả. Mibuchi nói rằng anh phải lòng một trong những thành viên trong nhóm của mình trong một phần phụ. Biệt danh của anh ấy là "Quỷ hộ vệ".
Eikichi Nebuya (根武谷 永吉, Nebuya Eikichi)
Lồng tiếng bởi: Takahiro Fujiwara
Thành viên cuối cùng của "Những vị vua mất ngôi" của Rakuzan. Anh ta cao 190 cm và có thân hình cơ bắp săn chắc vì anh tin rằng sức mạnh vũ phu là đủ để đánh bại đối thủ của mình. Nebuya là một kẻ háu ăn, người được chứng minh là có thể ăn số lượng tương đương hoặc thậm chí nhiều hơn Kagami, và nhờ Akashi, người đã phát hiện và khai thác tiềm năng của anh ta. Anh ấy tuyên bố rằng mình sẽ có nhiều sức mạnh hơn khi ăn thịt và thậm chí ăn quá nhiều trước khi thi đấu. Ngoài ra, anh tin rằng “cơ bắp cải thiện mọi thứ” - lý do chính khiến anh ấy quyết định tập đệm. Anh thường được gọi là "Khỉ đột cơ bắp" vì anh ấy thích thêm từ "cơ bắp" khi chơi như 'màn hình cơ bắp', 'hồi phục cơ bắp' và 'úp rổ cơ bắp' mặc dù có vẻ như đây chỉ là những trò chơi bình thường nhưng có phần thô về sức mạnh, điều này mang lại cho anh ta lợi thế lớn ở vị trí này, cho phép anh dễ dàng chế ngự các center như Kiyoshi hay Otsubo. Anh ấy cũng có tốc độ khá tốt để hỗ trợ cho bản thân mạnh mẽ của mình. Anh được biết đến với cái tên "Sức mạnh Hercules".
Chihiro Mayuzumi (黛 千尋, Mayuzumi Chihiro)
Lồng tiếng bởi: Ryōta Ōsaka
Mayuzumi được đưa vào đội mạnh của Rakuzan vì một lý do duy nhất: anh ta sở hữu khả năng đánh lạc hướng hiếm có. Akashi đã huấn luyện anh giống Kuroko nhưng với những kỹ năng tốt hơn. Lý do cho điều này là Mayuzumi có nền tảng bóng rổ vững chắc trong khi kỹ năng chơi bóng rổ nói chung của Kuroko lại dưới mức trung bình, điều này cho phép anh ghi bàn bình thường trong khi Kuroko thì không. Tuy nhiên, không giống như Kuroko, Mayuzumi không sử dụng những chiêu thức hào nhoáng, khiến bản thân ít thu hút sự chú ý hơn. Mayuzumi tuyên bố chỉ vượt qua cho chính mình và nóng tính. Nếu không đánh giá sai, Mayuzumi là một cầu thủ bình thường và trở thành chủ đề xúc phạm của đồng đội, ảnh hưởng tiêu cực đến khả năng của anh.

### Trường trung học Kirisaki Daīchi
Makoto Hanamiya (花宮 真, Hanamiya Makoto)
Lồng tiếng bởi: Jun Fukuyama 
Hanamiya là huấn luyện viên và đội trưởng của đội Kirisaki Daīchi và là "Vua mất ngôi" cuối cùng. Là một hậu vệ thông minh và sắc sảo, lối chơi không trung thực và thiếu sáng suốt đã khiến anh ta có biệt danh là "Bad Boy" (悪童, Akudō). Anh ta là nguyên nhân khiến Kiyoshi bị chấn thương đầu gối vào năm trước. Kỹ năng của Hanamiya là phân tích các kiểu chuyền bóng và tấn công có thể có của đội đối phương mà anh đã quan sát, lao xuống đường chuyền và cướp bóng. Anh có thể làm điều này bằng cách thu hẹp các đường chuyền với sự giúp đỡ của đồng đội Kentaro Seto, định vị mình ở các đường chuyền chính để buộc hậu vệ đối phương thực hiện một đường chuyền mạo hiểm mà Hanamiya có thể dự đoán, cho phép Hanamiya cướp từng quả bóng. Đây được gọi là Mạng nhện của Hanamiya. Theo Kiyoshi, độ chính xác cướp của Hanamiya cực kỳ cao, thậm chí còn cướp đường chuyền của Izuki, người sở hữu "Mắt đại bàng". Những phương pháp phạm lỗi và lối chơi thiếu sáng suốt của anh đã khiến các cầu thủ đánh giá thấp anh khi phạm lỗi, nhưng Hanamiya đã chứng minh điều này là sai, thậm chí còn thực hiện được một cú ném khó như giọt nước mắt. Anh ta tuyên bố rằng anh không muốn giành chiến thắng tệ hại bằng những phương pháp phạm lỗi của mình và điều đó chỉ đơn giản là khiến người kia đau khổ.

### Khác
Kagetora Aida (相田 景虎, Aida Kagetora)
Lồng tiếng bởi: Shinichirō Miki
Bố của Riko, ông từng chơi trong đội bóng rổ chuyên nghiệp Nhật Bản. Ông có khả năng giống như con gái Riko của mình, đó là ước tính khả năng của một người, từ chiều cao đến khối lượng cơ bắp và độ dẻo dai, chỉ bằng cách nhìn quét trực quan cơ thể của họ.
Alexandra Garcia (アレクサンドラ・ガルシア, Arekusandora Garushia)
Lồng tiếng bởi: Yuki Kaida
Một người Mỹ lôi cuốn, là giáo viên bóng rổ của Kagami và Himuro khi họ sống ở Mỹ. Cô ấy là cựu cầu thủ WNBA và hiện đang dạy bóng rổ cho trẻ em ở khu vực lân cận. Cô học tiếng Nhật với sự giúp đỡ của Kagami và có thể nói tiếng Nhật trôi chảy một cách dễ dàng. Cô đến Nhật Bản để xem Kagami và Himuro đối đầu ở Cúp mùa đông. Cô có thói quen chào mọi người bằng một nụ hôn, khiến tất cả trừ những học sinh cũ của cô đều ngạc nhiên. Cô đối xử với hai học sinh của mình như thể chúng là con ruột của mình và yêu thương cả hai vì chúng đã truyền cảm hứng cho cô dạy bóng rổ cho trẻ em. Ngoài ra, cô ấy nói rằng mình sẽ chọn giữa Kagami và Himuro khi họ lớn hơn.
Shigehiro Ogiwara (荻原 シゲヒロ, Ogiwara Shigehiro)
Lồng tiếng bởi: Hayashi Yuu
Bạn thời thơ ấu của Kuroko, người đã bỏ bóng rổ sau khi bị Thế hệ kỳ tích của Teiko đánh bại nặng nề. Anh tốt bụng và ủng hộ Kuroko, bảo cậu hãy tiếp tục chơi mặc dù bản thân anh đã bỏ bóng rổ. Trong trận chung kết Cúp mùa đông, Ogiwara là người thay đổi cục diện trận đấu; la hét động viên Kuroko khi Kuroko đang trên bờ vực thất bại. Kuroko sau đó phát hiện ra rằng Ogiwara đã lấy lại được niềm đam mê bóng rổ và vui mừng khôn xiết.